# معيار المصفوفة
في الرياضيات، معيار المصفوفة (بالإنجليزية: Matrix norm)‏ هو تطبيق لمبدأ معيار المتجه علي المصفوفات.

## تعريف
في ما يلي: الرمز {\displaystyle K} سيعبر عن مجال الأعداد الحقيقية والأعداد المركبة.
نفرض أن {\displaystyle K^{m\times n}} يمثل الفضاء المتجهي الذي يحتوي كل المصفوفات ذات {\displaystyle m} صف و{\displaystyle n} عمود ذات مدخلات تنتمي للمجال {\displaystyle K}، أيضًا {\displaystyle A^{*}} هي مصفوفة تمثل مرافق المصفوفة {\displaystyle A}.
معيار المصفوفة هو معيار متجه ينتمي إلى {\displaystyle K^{m\times n}} بحيث إذا كانت {\displaystyle \|A\|} تمثل معيار المصفوفة {\displaystyle A} فإن:
- {\displaystyle \|A\|\geq 0}
- {\displaystyle \|A\|=0} إذا كان {\displaystyle A=0}
- {\displaystyle \|\alpha A\|=|\alpha |\|A\|} لكل {\displaystyle \alpha } في {\displaystyle K} لكل المصفوفات {\displaystyle A} تنتمي إلى {\displaystyle K^{m\times n}}
- {\displaystyle \|A+B\|\leq \|A\|+\|B\|} لكل المصفوفات {\displaystyle A} و{\displaystyle B} في {\displaystyle K^{m\times n}}

بالإضافة إلى ذلك، فإنه في حالة المصفوفة المربعة m = n فإن بعض (وليس الكل) المصفوفات تحقق التالي:
- {\displaystyle \|AB\|\leq \|A\|\|B\|} لكل المصفوفات {\displaystyle A} و{\displaystyle B} في {\displaystyle K^{n\times n}}

## معيار العامل الرياضي
إذا كان معيار المتجه في {\displaystyle K^{n}} و{\displaystyle K^{m}} معطي (حيث {\displaystyle K} هو مجال الأعداد الطبيعية والمركبة) فإنه يمكن تعريف معيار العامل الرياضي المكافئ كما يلي:
{\displaystyle {\begin{aligned}\|A\|&=\sup\{\|Ax\|:x\in K^{n}{\text{ with }}\|x\|=1\}\\&=\sup \left\{{\frac {\|Ax\|}{\|x\|}}:x\in K^{n}{\text{ with }}x\neq 0\right\}\end{aligned}}}
ويكون معيار العامل الرياضي المكافئ للمعيار p في المتجهات (ويرمز له ب {\displaystyle \|A\|_{p}}) كما يلي:
{\displaystyle \|A\|_{p}=\sup \limits _{x\neq 0}{\frac {\|Ax\|_{p}}{\|x\|_{p}}}}
حيث p ≥ 1
هناك 3 الحالات الخاصة عند ∞,p = 1,2, ، يمكن حساب قيم المعيار كما يلي:
- {\displaystyle \|A\|_{1}=\max _{1\leq j\leq n}\sum _{i=1}^{m}|a_{ij}|} وهو ببساطة أقصي مجموع مطلق لعمود من أعمدة المصفوفة
- {\displaystyle \|A\|_{\infty }=\max _{1\leq i\leq m}\sum _{j=1}^{n}|a_{ij}|} وهو ببساطة أقصى مجموع مطلق لصف من صفوف المصفوفة
- {\displaystyle \|A\|_{2}\leq \left(\sum _{i=1}^{m}\sum _{j=1}^{n}|a_{ij}|^{2}\right)^{1/2}} هذه العلاقة صحيحة بشرط أن تكون المصفوفة {\displaystyle A} من الدرجة -1 أو صفرية.

مثال:
- إذا كانت المصفوفة {\displaystyle A} معطاة كالتالي

{\displaystyle A={\begin{bmatrix}-3&5&7\\2&6&4\\0&2&8\\\end{bmatrix}},}
فإن
{\displaystyle \|A\|_{1}=\max(|{-3}|+2+0,5+6+2,7+4+8)=\max(5,13,19)=19}
و
{\displaystyle \|A\|_{\infty }=\max(|{-3}|+5+7,2+6+4,0+2+8)=\max(15,12,10)=15.}
عند p = 2 فإن المعيار يسمي المعيار الإكليدي (بالإنجليزية: Euclidean norm)‏ وفي هذه الحالة يساوي أكبر قيمة فردية ويساوي أيضًا الجذر التربيعي للقيمة الذاتية للمصفوفة المعرفة الموجبةA∗A :
{\displaystyle \|A\|_{2}={\sqrt {\lambda _{\max }(A^{^{*}}A)}}=\sigma _{\max }(A)}
حيث A∗ تمثل مرافق المصفوفة A.